# ロドリゴ・ヒメネス・デ・ラダ
ロドリゴ・ヒメネス・デ・ラダ（Rodrigo Jiménez (or Ximénez) de Rada, 1170年頃 - 1247年6月10日）は、中世カスティーリャ王国の聖職者・政治家・歴史家。オスマ司教（在位：1208年 - 1209年）、トレド大司教（在位：1209年 - 1247年）。
カスティーリャを始めとするイベリア半島のキリスト教諸国とローマ教皇の周旋に努め、レコンキスタに貢献した。文芸のパトロンでもあり、学者たちへ多大な支援を行っただけでなく自らも歴史書を編纂、翻訳事業も推進してカスティーリャの文化向上にも尽くした。

## 生涯

### キリスト教国の周旋と対イスラム教活動
1170年頃、ナバラ王国のプエンテ・ラ・レイナで下級貴族の家に生まれる。1208年にオスマ司教となり、翌1209年にトレド大司教に昇格、以後1247年に亡くなるまで在任、カスティーリャとトレドの発展に尽くすことになる。トレド大司教はスペインの首座大司教として他の大司教に対する権限の行使をローマ教皇から与えられ、歴代大司教はそれに対する抗議と戦っていたが、ラダはこの権限を守り通してトレドを富裕な教区にするために尽くし、イスラム教との戦い（レコンキスタ）や征服した領土の発展に費やした。
ラダがトレド大司教になった時期、レコンキスタはキリスト教諸国が相争う状態で停滞、これを憂いたラダは諸国間でイスラム教打倒の団結を呼びかけたが効果はなかった。しかし教皇インノケンティウス3世の後ろ盾を得ると調停を続け、1209年にナバラ王サンチョ7世とアラゴン王ペドロ2世を、カスティーリャ王アルフォンソ8世とレオン王アルフォンソ9世をそれぞれ和睦させた。翌1210年には教皇の命令でアルフォンソ8世へのイスラム教のムワッヒド朝攻撃を促す一方、アルフォンソ8世の側近となって彼の命令も受け取り、1211年から1212年にかけてキリスト教国間の共同戦線構築の使命を帯びて各国を訪問、ローマへ行って教皇からキリスト教国間の休戦命令を受け取った。フランスも訪れ、国王フィリップ2世の協力は得られなかったが、南仏の十字軍勧誘は成功し多くの司教・騎士たちがカスティーリャへ集結していった。一方で大学創設にも関わっており、アルフォンソ8世に勧めてパレンシア大学を創設させた。
1212年7月16日のナバス・デ・トロサの戦いにも従軍、アルフォンソ8世と共に中央後備の軍に入った。戦闘中ムワッヒド軍の攻撃に一時キリスト教連合軍が崩れるが、うろたえたアルフォンソ8世をなだめたおかげで、立ち直ったアルフォンソ8世を始め連合軍が反撃、勝利した。後に書いた『ゴート史』でムスリムを20万人敗死させたと過剰に勝利を称える一方で、参加者のフランス人たちが戦う前に帰国したことなどを批判している。

### 辺境防衛と支援に奔走
ナバス・デ・トロサの戦いが終わった後は辺境防衛に赴き、1214年に飢餓に苦しむカラトラバの守備隊やカラトラバ騎士団へ様々な援助を与え、金銭・食糧補給や砦の構築、負傷兵をトレドへ運ばせて治療まで施し、重病で満足に動けないアルフォンソ8世に代わって辺境防衛を維持、恩賞としてトレドへ20の村を王から授けられた。王国の国境やラ・マンチャ司教区の土地の画定にも奔走している。
同年にアルフォンソ8世が死去、エンリケ1世、ベレンゲラ、フェルナンド3世とカスティーリャは王位が目まぐるしく変わり、継承に伴う権力争いでレコンキスタは1224年まで中断された。ムワッヒド朝との戦いは聖職者・騎士団・辺境民たちに任され、ラダもその一員として活動、1217年に教皇ホノリウス3世を訪問した際、新たな十字軍を組織するための教皇特使に任命、翌1218年にスペイン志願兵や騎士団などの参加者を集めた十字軍を結成した。ただし成果はほとんど無く、1218年のカセレス包囲は失敗、翌1219年・1220年の2度にわたるレケナ包囲も失敗に終わり、教皇によりカセレス包囲などの十字軍の指揮はレオン王アルフォンソ9世に交代された。軍事面は失敗続きだったが、幼少のフェルナンド3世の信頼を獲得、この王にも補佐役として仕えることになった。
この間の1215年から1216年に開催された第4ラテラン公会議にスペインの高位聖職者たちを率いて出席、議決事項である十字軍唱導など教会改革をカスティーリャへ導入した。一方、同じく議決された反ユダヤ人の諸条項は実行しなかったが、これにはムスリムやユダヤ人など異教徒の共存を認めるラダなど当時のスペイン人の心境が影響している。

### カスティーリャ文化の向上
フェルナンド3世がレコンキスタを主導するようになると従い、ムスリムから奪回したイベリア半島南部・アンダルスの植民運動や教会の組織化に従事、占領した町のモスク聖別も行っている。1226年にカピージャが降伏するとモスクを聖別、フェルナンド3世がアンダルス不在の1231年では、ムスリム勢力に奪われたケサダと周辺の村々を奪還、大司教領に組み入れ町の防衛を強化しただけでなく、フエロを与えて植民を奨励、教皇グレゴリウス9世からの許可をもらい、ムスリムとの交易までやってのけた。1236年にフェルナンド3世がコルドバを降伏させると、代理人を通してモスク（メスキータ）を司教座聖堂に改めた。
宗教や軍事の傍らで文化事業も盛んに行い、トレド翻訳学派を支援、自らも高い教養を活かして年代記を書き残した。アラビア語からラテン語の翻訳事業は学者たちの自発的な活動だったが、イブン・トファイル、マイモニデスなどユダヤ哲学・イスラーム哲学に影響を受けたラダはパトロンとして彼等を支援、クルアーンの翻訳やイブン・トファイルの著書『マフディ』のラテン語訳をマルコス・デ・トレドに要請した。また1226年にはトレドでフェルナンド3世と共に礎石を置いてトレド大聖堂建設を開始（ただし完成は200年以上後のカトリック両王時代の1493年）、1243年に年代記『ゴート史』（ヒスパニア事績年代記、スペイン事績録とも）をアラビアの文献に依拠しつつ書き上げた。
ラダの旺盛な活動は、歴史を通じてスペインにおけるカスティーリャの正当性を主張したかったのだとされている。『ゴート史』の叙述の大半がカスティーリャ・レオン両王国で占められていたことが根拠で、後にラダの文化事業を引き継いだフェルナンド3世の息子アルフォンソ10世は歴史でもこの路線を引き継ぎ、『ゴート史』を元に編纂した『スペイン史』はイベリア半島におけるカスティーリャの優位性を主張している。アラビア語を学習したりアラビア文学を読んだり、クルアーン翻訳にも見られるイスラム教学問の積極的な関心も、敵であるムスリムから全てを学び取ろうという好奇心が表れている。
1247年、フランスのリヨンで教皇インノケンティウス4世と会見、帰途ローヌ川で乗った船が転覆して死亡した。遺体はカスティーリャへ運ばれ、サンタ・マリア・デ・ウエルタ修道院（現在のスペイン・カスティーリャ・イ・レオン州ソリア県）に埋葬された。翻訳事業はアルフォンソ10世に引き継がれ、彼の下でアラビア語からラテン語・カスティーリャ語の翻訳活動が盛んになり、ムスリムの科学がカスティーリャに広まっていった。